# Brechte (Wettringen)

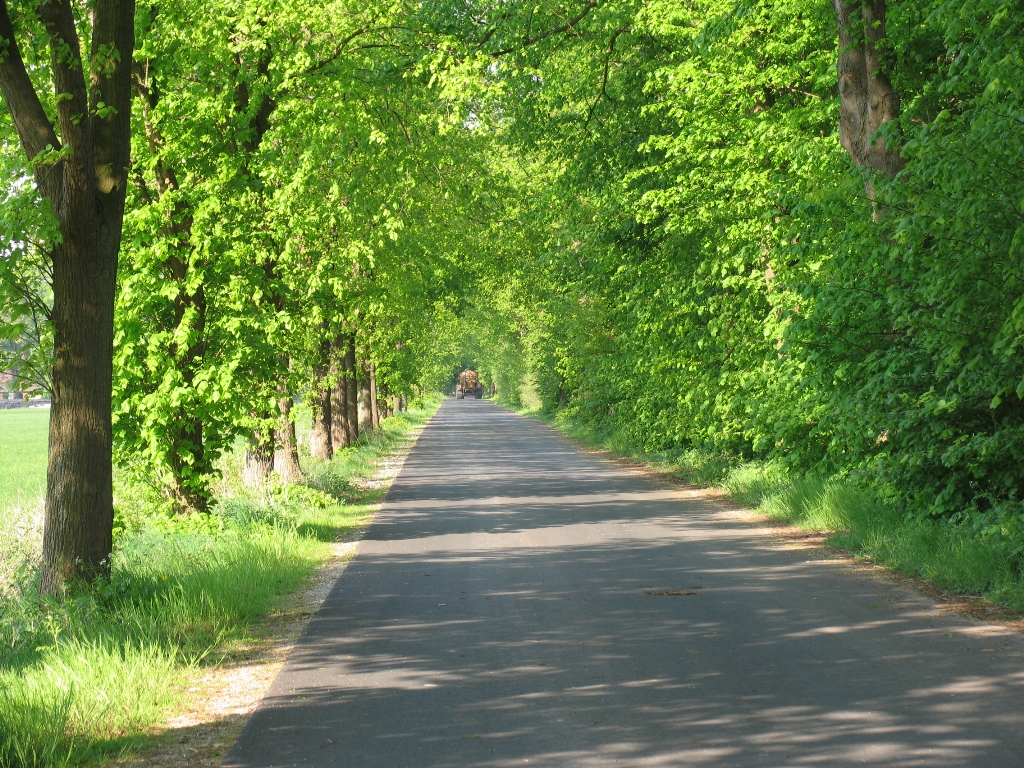
Allee in der Gemeinde Wettringen, Ortslage Brechte (April 2009)

Brechte ist ein Ortsteil der Gemeinde Wettringen im nordrhein-westfälischen Kreis Steinfurt. 
Der Ort liegt nordwestlich des Kernortes Wettringen. Östlich verläuft die Landesstraße L 567 und fließt die Vechte. Westlich erstreckt sich das 40,71 ha große Naturschutzgebiet (NSG) Brechte und das 86,14 ha große NSG Harskamp. Die Landesgrenze zu Niedersachsen verläuft unweit nördlich.

## Sehenswürdigkeiten
In der Liste der Baudenkmäler in Wettringen (Münsterland) ist für Brechte kein Baudenkmal aufgeführt.